# Aphaenogaster spinosa
Aphaenogaster spinosa is een mierensoort uit de onderfamilie van de Myrmicinae. De wetenschappelijke naam van de soort werd in 1878 gepubliceerd door Emery. Het verspreidingsgebied strekt zich uit over het Italiaanse Schiereiland, Corsica en Sardinië. Deze soort bouwt nesten op open, zonnige plaatsen. Kolonies van deze mier zijn monogyn, wat betekent dat ze maar een koningin per nest hebben.